# Gondal Gīlān
Gondal Gīlān (persiska: گندل گيلان) är en ort i Iran.   Den ligger i provinsen Lorestan, i den nordvästra delen av landet, 300 km sydväst om huvudstaden Teheran. Gondal Gīlān ligger 1 780 meter över havet och antalet invånare är 373.
Terrängen runt Gondal Gīlān är kuperad österut, men västerut är den platt. Runt Gondal Gīlān är det tätbefolkat, med 257 invånare per kvadratkilometer. Närmaste större samhälle är Borujerd, 7,5 km söder om Gondal Gīlān. Trakten runt Gondal Gīlān består i huvudsak av gräsmarker.